# Inga Landgré
Inga Landgré (Stoccolma, 6 agosto 1927 – Norberg, 31 luglio 2023) è stata un'attrice svedese.

## Filmografia parziale
- Crisi (Kris), regia di Ingmar Bergman (1946)
- Medan porten var stängd, regia di Hasse Ekman (1946)
- Eva, regia di Gustaf Molander (1948)
- La banda della città vecchia (Medan staden sover), regia di Lars-Eric Kjellgren (1950)
- Sogni di donna (Kvinnodröm), regia di Ingmar Bergman (1955)
- Il settimo sigillo (Det sjunde inseglet), regia di Ingmar Bergman (1957)
- Alle soglie della vita (Nära livet), regia di Ingmar Bergman (1958)
- Ugo e Josefin (Hugo och Josefin), regia di Kjell Grede (1967)
- Korridoren, regia di Jan Halldoff (1968)
- Paradistorg, regia di Gunnel Lindblom (1977)
- Vanità e affanni (Larmar och gör sig till), regia di Ingmar Bergman (1997)

## Doppiatrici italiane
Nelle versioni in italiano delle opere in cui ha recitato, Inge Landgré è stata doppiata da:
- Renata Marini in Sogni di donna
- Lydia Simoneschi in Il settimo sigillo
- Fiorella Betti in Alle soglie della vita
- Emanuela Fallini in Hans Brinker e i pattini d'argento (doppiaggio tardivo)